# Кшевата
Кшевата (пол. Krzewata) — село в Польщі, у гміні Ольшувка Кольського повіту Великопольського воєводства.
Населення — 483 особи (2011).
У 1975-1998 роках село належало до Конінського воєводства.

## Демографія
Демографічна структура станом на 31 березня 2011 року:
|          | Загалом | Допрацездатний вік | Працездатний вік | Постпрацездатний вік |
| -------- | ------- | ------------------ | ---------------- | -------------------- |
| Чоловіки | 241     | 43                 | 180              | 18                   |
| Жінки    | 242     | 50                 | 135              | 57                   |
| Разом    | 483     | 93                 | 315              | 75                   |